# Oliver Fink
Pour les articles homonymes, voir Fink.
Oliver Fink est un footballeur allemand, né le 6 juin 1982 à Hirschau. Il évolue au poste de milieu défensif au Fortuna Düsseldorf II.

## Palmarès
- Fortuna Dusseldorf (1)
  - 2.Bundesliga (1) :
    - Champion : 2018

## Statistiques
| Saison    | Club                 | Pays             | Championnat        | Coupes nationales | Coupes d'Europe | Allemagne |
| --------- | -------------------- | ---------------- | ------------------ | ----------------- | --------------- | --------- |
| 2003-2004 | SSV Jahn Ratisbonne  | 2.Bundesliga     | 18 matchs / 1 but  | -                 | -               | -         |
| 2004-2005 | SSV Jahn Ratisbonne  | Regionalliga Sud | 15 matchs          | 1 match           | -               | -         |
| 2004-2005 | SV Wacker Burghausen | 2.Bundesliga     | 18 matchs / 2 buts | -                 | -               | -         |
| 2005-2006 | SV Wacker Burghausen | 2.Bundesliga     | 30 matchs / 1 but  | 1 match           | -               | -         |
| 2006-2007 | SV Wacker Burghausen | 2.Bundesliga     | 18 matchs          | 1 match           | -               | -         |
| 2007-2008 | SpVgg Unterhaching   | Regionalliga Sud | 33 matchs / 4 buts | 1 match           | -               | -         |
| 2008-2009 | SpVgg Unterhaching   | 3.Liga           | 34 matchs / 1 but  | 1 match           | -               | -         |
| 2009-2010 | Fortuna Düsseldorf   | 2.Bundesliga     | 33 matchs / 2 buts | 1 match / 1 but   | -               | -         |
| 2010-2011 | Fortuna Düsseldorf   | 2.Bundesliga     | 31 matchs / 3 buts | -                 | -               | -         |
| 2011-2012 | Fortuna Düsseldorf   | 2.Bundesliga     | 31 matchs / 4 buts | 5 matchs / 1 but  | -               | -         |
| 2012-2013 | Fortuna Düsseldorf   | Bundesliga       | 26 matchs / 3 buts | 3 matchs          | -               | -         |

Dernière mise à jour le 19 mai 2013